# Hébreu mishnaïque
Pour les articles homonymes, voir Hébreu (homonymie).
L'hébreu mishnaïque ou mishnique (hébreu : לשון חז״ל (lashon Hazal) « langue de nos Sages ») est la forme d'hébreu utilisé par les Tannaïm dans la rédaction de la Mishna.
L'hébreu mishnique se caractérise par une intrusion progressive de l'araméen dans les commentaires talmudiques de la Loi, par une évolution de la grammaire et par l’élargissement du vocabulaire par rapport à l’hébreu biblique. Cet hébreu reflète la langue parlée à la fin de la période du Second Temple. 
À l'hébreu mishnaïque succède l'hébreu rabbinique dit aussi hébreu médiéval.